# Nicolai Kobus
Nicolai Kobus (* 29. April 1968 in Stadtlohn) ist ein deutscher Lyriker.
Der aus Stadtlohn in Westfalen stammende Kobus studierte Musikwissenschaft, Germanistik und Philosophie an der Westfälischen Wilhelms-Universität in Münster. Von 1993 bis 1998 war er Redakteur und Mitherausgeber der dann eingestellten Literaturzeitschrift Chiffre.
Seit 2009 ist Nicolai Kobus Mitglied im Forum Hamburger Autoren. Er lebt und arbeitet als freier Schriftsteller, Literaturkritiker und Werbetexter in Hamburg.

## Würdigungen
- 1999: Wolfgang-Weyrauch-Förderpreis
- 2001: Stipendium im Künstlerdorf Schöppingen
- 2004: GWK-Förderpreis Literatur[2]
- 2004: iF communication award
- 2005: Westfälischer Förderpreis zum Ernst-Meister-Preis für Lyrik
- 2005: Stipendiat im Künstlerhaus Lauenburg

## Werke
- ach anna. seufzerkalendarium. waidmann/post, Braunschweig 2005
- Hard-Cover. Gedichte. Ardey Verlag, Münster 2006, ISBN 978-3-87023-155-2
- Shifting Stifter. Ich mache Schwarzbach ; final remix.  Gedichtmappe mit Original-Holzschnitten von Christian Thanhäuser. Edition Thanhäuser, Ottensheim 2007.